# 2S5 Hiacynt
2S5 Hiacynt-S (ros. 2С5 «Гиацинт-С») – radziecka bezwieżowa samobieżna haubicoarmata typu odkrytego oparta na gąsienicowym podwoziu haubicy samobieżnej 2S3.
Samobieżna haubicoarmata 2S5 Hiacynt-S została zbudowana w 1976 roku w celu zwiększenia siły ognia, a także celności i zastąpienia holowanych dział starszego typu M-46 oraz A-19 kalibru 130 mm w batalionach i pułkach artylerii na szczeblu frontowym. 
Produkowana była do 1991 roku i zbudowano 1122 działa tego typu.

## Opis konstrukcji
Kadłub zbudowany ze spawanych płyt stalowych o grubości do 15 mm chroni elementy podwozia i załogę przed bronią maszynową piechoty oraz przed odłamkami artylerii wroga. Zainstalowany na przodzie kadłuba lemiesz służy usuwania zatorów na drodze i do przygotowywania pozycji ogniowych według sowieckiej doktryny. Z tyłu zamontowany jest jeszcsze większy lemiesz, opuszczany hydraulicznie, który poprawia stateczność wozu podczas strzału.  
Z przodu kadłuba pojazdu, po prawej stronie umieszczony jest silnik i układ przeniesienia mocy, po lewej znajduje się stanowisko mechanika/kierowcy. Nieco wyżej, za mechanikiem zajmuje miejsce dowódca pojazdu, dysponuje on kopułą ze szczelinami obserwacyjnymi i peryskopami, obsługuje on także 7,62 mm karabin maszynowy PKT i reflektor emitujący światło białe. W środkowej i tylnej części kadłuba znajdują się siedziska pozostałych członków załogi oraz amunicja. Standardowo instalowane są mechanizmy ochrony ABC i przyrządy obserwacyjne na podczerwień. W skład urządzeń naprowadzania broni głównej na cel wchodzi panoramiczny celownik artyleryjski PG-1M oraz optyczny celownik OP4M-91-A. Haubicoarmata nie ma wieży. 
Długolufowa armatohaubica 2A37 kalibru 152,4 mm ma jednolitą lufę z gwintowanym przewodem, hamulec wylotowy oraz półautomatyczny zamek klinowy. Ładowanie odbywa się za pomocą półautomatycznego mechanizmu łańcuchowego, który obsługuje również ładunki miotające. Do strzelania używane są pociski odłamkowo-burzące OF-29 o masie 46 kg; przy pełnym ładunku o masie 18,4 kg ma on donośność 28 500 m, OF-39 i OF-59. Ponadto stosowany jest pocisk z dodatkowym napędem rakietowym o zasięgu 40 000 m. Z armaty można strzelać także amunicją dymną, DPICM, DPICM-BB chemiczną i atomową. Istnieje też możliwość strzelania amunicją naprowadzaną laserowo typu Krasnopol-M. Pociski znajdują się w karuzelowym podajniku po lewej stronie tylnej części kadłuba, ładunki w trzech rzędach po 10 znajdują się w stelażu po prawej stronie i podawane są do armaty za pomocą taśmowego podajnika.  
Armata jest umieszczona w tylnej części kadłuba, jej potężny odrzut amortyzują pneumatyczne oporopowrotniki. W położeniu marszowym armata zaklinowana jest w zamku w stropie kadłuba. Przejście armaty z położenia marszowego do bojowego zajmuje niecałe 3 minuty. Kąt nastawienia działa w pionie to odowiednio od -2° do +57° i zakres nastawienia w płaszczyźnie poziomej wynosi 15°. Dzięki mechanicznemu urządzeniu dosyłającemu amunicję możliwa jest dosyć wysoka szybkostrzelność praktyczna 5 strz./min. Dodatkowa amunicja i paliwo znajdują się w pojeździe zaopatrzenia technicznego opartego na tym samym podwoziu. 
Załogę stanowi 5 osób. 
Napędem jest wielopaliwowy silnik wysokoprężny V-59 chłodzony cieczą o mocy 382 kW, pozwalający osiągnąć 62 km/h na drodze i 25 km/h w terenie, przy zasięgu maksymalnym do 500 km. Zawieszenie jest niezależne oparte na drążkach skrętnych. 

## Użycie
Samobieżną haubicoarmatę 2S5 Hiacynt-S wprowadzono do uzbrojenia Armii Radzieckiej, gdzie zastępowano nią samobieżne haubice 2S3 Akacja. Wchodziły one w skład specjalnych dywizjonów i baterii podporządkowanych dowództwom armii oraz brygad artylerii odwodu naczelnego dowództwa.
Użyto ich do działań bojowych w trakcie wojny w Afganistanie. 
Samobieżne haubicoarmaty 2S5 Hiacynt-S znajduje się również na wyposażeniu armii fińskiej, która zakupiła 9 dział tego typu i gdzie noszą nazwę 152 TelaK 91.